# Siantarasa
Siantarasa is een bestuurslaag in het regentschap Toba Samosir van de provincie Noord-Sumatra, Indonesië. Siantarasa telt 345 inwoners (volkstelling 2010).